# Красна (Васлуй)
Красна (рум. Crasna) — село у повіті Васлуй в Румунії. Входить до складу комуни Албешть.
Село розташоване на відстані 267 км на північний схід від Бухареста, 16 км на південний схід від Васлуя, 74 км на південь від Ясс, 121 км на північ від Галаца.

## Населення
За даними перепису населення 2002 року у селі проживали 529 осіб, усі — румуни. Усі жителі села рідною мовою назвали румунську.